# Gilbert P. Hamilton
Gilbert P. Hamilton (1890 – 1962) fue un director y actor cinematográfico de nacionalidad estadounidense, cuya carrera artística se desarrolló en los años del cine mudo. 

## Biografía
A lo largo de su trayectoria, Hamilton dirigió una cuarentena de filmes. Su debut en la pantalla tuvo lugar como actor en la cinta de 1908 A Plain Clothes Man, una producción de Essanay Film Manufacturing Company. Como director se inició en 1912 con el cortometraje del género western Geronimo's Last Raid, de American Film Manufacturing Company, film interpretado por Pauline Bush. Especializado en el western, trabajó para varios estudios cinematográficos, colaborando ocasionalmente como director de fotografía, guionista y productor. 
Fue presidente y director general mánager de la Albuquerque Film Co. (o Luna Film Co.), una productora de Los Ángeles fundada en 1914.

## Filmografía

### Director
| - Geronimo's Last Raid (1912) - Regeneration (1912) - Raiders of the Mexican Border (1912) - Chiquita, the Dancer (1912) - The Power of Civilization (1913) - The Trail of Cards (1913) - Rescued from the Burning Stake (1913) - Unwritten Law of the West (1913) - A Tale of Death Valley (1913) - Single-Handed Jim (1913) - Taming a Cowboy (1913) - The First Law of Nature (1914) - The Trail of the Law (1914) - A Web of Fate (1914) - Pretzel Captures the Smugglers (1914) - The Unwritten Justice (1914) - The Price of Crime (1914) - The Daughter of the Tribe (1914) - The Lust of the Red Man (1914) - The Toll of the War-Path (1914) - False Pride Has a Fall (1914) - The Desperado (1914) | - His Heart His Hand and His Sword (1914) - Even Unto Death (1914) - The Purple Hills (1915) - Aloha Oe, codirigida con Richard Stanton y Charles Swickard (1915) - Sammy's Scandalous Scheme (1915) - Sammy Versus Cupid (1916) - Inherited Passions (1916) - The Maternal Spark (1917) - Captain of His Soul (1918) - A Soul in Trust (1918) - The Vortex (1918) - The Last Rebel (1918) - Everywoman's Husband (1918) - False Ambition (1918) - The Golden Fleece (1918) - High Tide (1918) - Open Your Eyes (1919) - Coax Me (1919) - The Woman of Lies (1919) - The Tiger Band (1920) |

### Actor
| - A Plain Clothes Man, de E. Lawrence Lee (1908) - The Ranchman's Vengeance, de Allan Dwan (1911) | - The Shop Girl's Big Day (1913) - The Slacker, de Christy Cabanne (1917) |

### Director de fotografía
- The Younger Brothers, de E. Lawrence Lee (1908)